# Giulio Superchio
Giulio Superchio (auch Soverchio; * in Mantua; † 1585) war ein römisch-katholischer Bischof.
Giulio Superchio gehörte der Ordensgemeinschaft der Karmeliten-Kongregation von Mantua an.
Er war von 1561 bis 1563 Bischof von Accia und damit letzter Bischof von Accia auf Korsika. Das Bistum Accia wurde zusammengelegt mit dem Bistum Mariana zum Bistum Accia und Mariana (ab 1801 Bistum Ajaccio). Er wurde anschließend zum Bischof von Caorle ernannt.
Er wurde 1563 von Giovanni Trevisan, dem Patriarchen von Venedig, zum Prälaten der Wallfahrtskirche S. Maria Della Consolazione (die Hl. Maria des Trostes) und weiterer Kirchen bestellt.